# アートアベニュー
株式会社アートアベニュー（ArtAvenue Co.,Ltd）は、東京都新宿区に本社を置く不動産会社。
賃貸アパート・マンション等を管理する賃貸管理事業を主体としつつ、収益不動産の売買仲介事業、収益不動産の企画・建築プロデュース事業、不動産所有者に向けたコンサルティング事業等を展開する。
関東地方（東京都・神奈川県・埼玉県・千葉県）を主な賃貸管理事業エリアとし、2022年12月末時点の管理戸数は7,378戸。
2016年よりホテル事業を開始し、沖縄県宮古島市にて宿泊施設の運営を行なっている。

## 概要
1996年9月、賃貸仲介店舗を持たない賃貸管理（プロパティマネジメント）の専門会社として藤澤雅義が設立。「オーナー様に忠誠を誓う！」を基本理念とし、不動産オーナーと利益相反となる行為の徹底排除を宣言している。
2000年3月1日施行の改正借地借家法によって定期借家制度が誕生したことを機に、管理物件のほぼすべての賃貸借契約を定期借家契約で運用する体制へと転換。現在も契約の大半を独自開発した「再契約型定期借家契約」で運用する。
また、業界内では専ら空室保証（いわゆるサブリース・一括借り上げ）のために使用されていた転貸借契約を、空室保証のない一般物件にも適用して管理を行なう転貸借方式（いわゆるパススルー型サブリース）をほぼすべての管理物件に導入している。
2014年に沖縄県宮古島市狩俣にて土地活用の相談を受けたことを機に、同市の地域活性化・観光業活性化に携わるようになる。2016年・2017年には、勧進元となって2年連続で地方巡業「大相撲宮古島場所」を開催。2017年8月、同市での飲食事業・地域情報誌事業・宿泊施設運営等を束ねる株式会社アートアベニュー宮古島を設立。

## 沿革
- 1996年9月　東京都新宿区　日販ビル3階にて株式会社アートアベニュー設立
- 2000年3月　定期借家制度施行に伴い、再契約型定期借家契約による自社管理物件の契約運用を開始
- 2001年12月　賃貸管理会社向けコンサルティング会社「オーナーズエージェント株式会社」設立
- 2013年1月　東京都新宿区　新宿NSビル18階へ事務所移転
- 2016年4月　宮古島市にて「villa karimata」の運用開始
- 2017年5月　時差出勤制度導入
- 2017年8月　宮古島市にて「株式会社アートアベニュー宮古島」設立
- 2018年5月　IREM（Institute of Real Estate Management）より認定不動産管理会社資格「AMO®」認定（日本国内初）[5]
- 2021年4月　フレックスタイム制を導入
- 2022年5月　オフィスを改装しフリーアドレスを導入[6]
- 2023年7月　宮古島市にて「ホテルアートアベニュー」の運用開始